# The Buccaneers
The Buccaneers är en brittisk dramaserie vars första säsong hade premiär den 8 november 2023 på Apple TV+. Första säsongen består av åtta avsnitt. Serien är baserad på  Edith Whartons roman med samma namn som publicerades postumt år 1938. Historien har tidigare filmatiserat av BBC för en TV-serie som sändes 1995.

## Handling
Serien utspelar sig under 1870-talet i London och kretsar kring en grupp unga amerikanska kvinnor som rest till London för att hitta män och skaffa sig titlar.

## Rollista i urval
- Kristine Frøseth - Nan St. George
- Alisha Boe - Conchita Closson
- Josie Totah - Mabel Elmsworth
- Aubri Ibrag - Lizzy Elmsworth
- Imogen Waterhouse - Jinny St. George
- Mia Threapleton - Honoria Marable
- Christina Hendricks - Mrs. St. George
- Josh Dylan - Lord Richard Marable
- Barney Fishwick - Lord James Seadown
- Guy Remmers - Theo
- Matthew Broome - Guy Thwarte
- Simone Kirby - Laura Testvalley
- Francesca Corney - Jean Hopeleigh